# Liste von Persönlichkeiten der Stadt Aschersleben
Diese Liste enthält Persönlichkeiten der Stadt Aschersleben in Sachsen-Anhalt.

## Persönlichkeiten

### Söhne und Töchter der Stadt

Adam Olearius

Rudolf Christian Böttger

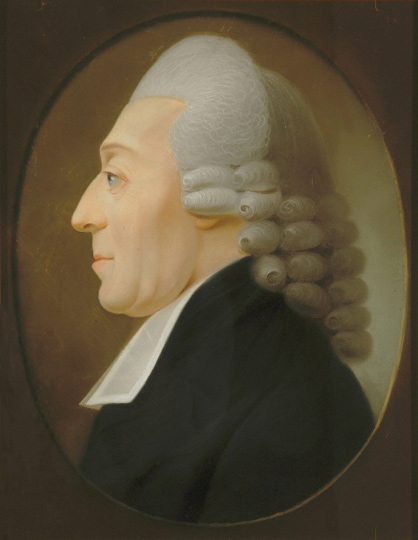
Johann August Ephraim Goeze, um 1780

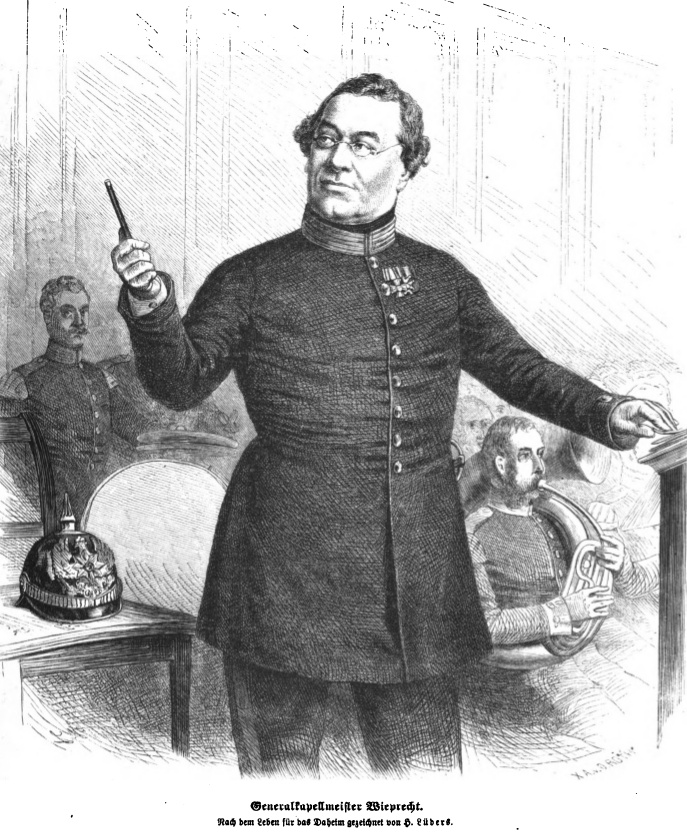
Wilhelm Wieprecht, 1868

- Otto Arndt (1920–1992), Verkehrsminister der DDR
- Bärbel Ballhorn (* 1941), Politikerin (SPD, DSU) und Landtagsabgeordnete
- Gottlieb Theodor Becker (1812–1869), deutscher Pädagoge
- Max Becker (1906–2000), Tierphysiologe und Hochschullehrer.
- Friedrich Robert von Beringe (1865–1940), kaiserlicher Hauptmann und Entdecker der Berggorillas in Burundi
- Christian Wilhelm Bernhardt (1815–1891), deutscher Pädagoge und Heimatforscher
- Erich Besser (1890–1972), kommunistischer Politiker
- Martin Biermann (um 1557–1595), Mediziner und Professor der Chirurgie
- Abraham Birnbaum (1612–1695), Mediziner und kursächsischer Leibarzt
- Heinz Block (* 1925), ehemaliger deutscher Politiker (SED)
- Marcus Böick (* 1983), Historiker
- Franz Wilhelm Julius Bormann (1830–1892), Architekt und preußischer Militärbaubeamter
- Rudolf Christian Böttger (1806–1881), Chemiker und Physiker
- Peter Adolf Boysen (1690–1743), evangelischer Theologe, Philosoph und Historiker
- Friedrich Brandes (1864–1940), Dirigent
- Wolfgang Brauer (* 1954), Abgeordneter in Berlin
- Walther Brecht (1841–1909), Jurist und vorsitzender Direktor der Lübeck-Büchener Eisenbahngesellschaft
- Walter Buhe (1882–1958), Maler und Grafiker
- Manfred Busche (1933–2022), Messe-Manager in Berlin (1965–1999)
- Andreas Corthum (1605–1681), Schriftsteller und Archidiakon
- Hans Karl Döring (1909–1978), Bildhauer, der ab 1939 in Indien wirkte
- Sabine Ebert (* 1958), Journalistin und Romanautorin
- Hugo Elstermann von Elster (1859–1945), Offizier
- Andreas Engelhardt († um 1680), Stadtarzt, seit 1656 Leibarzt[1] des russischen Zaren Alexei I.[2]
- Conrad Ermisch (1855–1888), Illustrator sowie Genre- und Historienmaler
- Carl Christian Gottfried Eberhard von Fischer-Treuenfeld (1788–1870), Baron und preußischer Generalleutnant, 1840 Kommandant der Festung Magdeburg, 1843 Ehrenbürger von Magdeburg
- Karl Finke (1866–1935), deutscher Tätowierer, Ringkämpfer und Schausteller
- Albrecht Freiberg, (um 1600 – 1650), kaiserlicher Obrist unter Wallenstein[3]
- Hans-Albrecht Freye (1923–1994), deutscher Zoologe
- Kurt Fried (1906–1981), Publizist, Kunstsammler und Verleger der Schwäbischen Donau-Zeitung (heute Südwest Presse)
- Karsten Gaede (* 1976), Rechtswissenschaftler
- Dora Gerson (1884–1941), Ärztin und Hauswirtschaftsleiterin
- Hermann Gieseler (1889–1948), Gewerkschaftsfunktionär
- Karl von und zu Gilsa (1820–1883), preußischer Generalleutnant
- Anja Göritz (* 1972), Psychologin
- Johann August Ephraim Goeze (1731–1793), Zoologe
- Rudolf von Gotsch (1804–1888), Generalleutnant
- Marianne Groß (* 1942), Schauspielerin
- Detlef Gürth (* 1962), seit 2011 Präsident des Landtages von Sachsen-Anhalt
- Hiltrud Häntzschel (* 1939), Literaturwissenschaftlerin
- Gerhard Harkenthal (1914–1985), Schriftsteller
- Johann David Hartmann (1761–1801), Pädagoge, Philologe und Lyriker
- Ludwig von Hartrott (1829–1910), General der Kavallerie
- Reinhold Heidecke (1881–1960), Mitbegründer des Kameraherstellers Rollei
- Walter Heise (1899–1945), Widerstandskämpfer gegen das NS-Regime
- Hugo Ottomar Hertzer (1831–1908), Mathematiker
- Gerd Höfer (* 1943), Politiker (SPD), Mitglied des Deutschen Bundestages seit 1994
- Hermann Kickton (1878–1957), Jurist
- Richard Kiessler (* 1944), Redakteur (Chefredakteur der Neue Ruhr Zeitung/Neue Rhein Zeitung)
- Ernst Klodwig (1903–1973), Autorennfahrer
- Andreas von Knichen (1560–1621), Rechtswissenschaftler und Politiker
- Barbara Knöfler (* 1957), Politikerin (parteilos)
- Johann Jacob Koch († 1751), Berliner Politiker
- Herbert Köppe (1904–1991), Maler
- Franz Körte (1782–1845), Naturwissenschaftler
- August Bernhard Christian Körte (1786–1858), Offizier im 1. Westfälischen Kürassier-Regiment, 1831 amtierender Bürgermeister von Aschersleben
- Friedrich Körte (1818–1914), Arzt, Gründer der Ärztekammer Brandenburg-Berlin
- Renatus Andreas Kortum (1674–1747), lutherischer Theologe und Übersetzer
- Wolfgang Kupke (* 1952), Kirchenmusiker und Hochschullehrer
- Tom Landgraf (* 1996), Handballspieler
- Uwe Lange (* 1954), Leichtathlet
- Kurt Lebenstedt (1899–1945), Politiker (NSDAP)
- Robert Leffler (1866–1940), Schauspieler und Regisseur
- Wolfgang Lindig (1925–2018), Ethnologe
- Ulrich Lupart (* 1951), Politiker (AfD)
- Erich Walter Lotz (1895–1966), Kommunalpolitiker (SPD), Oberstadtdirektor von Braunschweig
- Heinrich Lüders (* 1832, † nach 1884) Reichstagsabgeordneter
- Eva Mahn (* 1947), Kunstwissenschaftlerin, Hochschullehrerin und Fotografin
- Klaus Moritz (1930–2016), Maler und Grafiker
- Marko Mühlstein (* 1974), Politiker (SPD), Mitglied des Deutschen Bundestages 2005–2009
- Marcus Müller der Ältere (1494–1571), Bürgermeister und Unternehmer
- Adrian Müller (1573–1644), Kaufmann und Ratsherr der Hansestadt Lübeck
- Gottfried Müller (der Aufweckende) (1577–1654), Jurist und Kanzler des Fürstenhauses Anhalt
- Gottfried Ernst Andreas Müller (1748–1815), Ordensmeister der Großen Landesloge der Freimaurer zu Berlin
- Anna Muthesius (1870–1961), Modedesignerin und Innenarchitektin der Lebensreformbewegung
- Karl Ludwig Nordmann (1778–1848), Domänenpächter und Tierzüchter
- Gotthelf Friedrich Oesfeld (1735–1801), Pfarrer und Chronist
- Ferry Ohrtmann (1894–1969), Veranstalter und NS-Sportfunktionär
- Adam Olearius (1603–1671), Schriftsteller und Diplomat
- Georg von Oppen (1795–1876), preußischer Generalmajor
- Theodor Osterkamp (1892–1975), Marinepilot im Ersten Weltkrieg, Luftwaffenkommodore im Zweiten Weltkrieg
- Ascanius Pflaume (1605–1669), regierender Bürgermeister
- Karl Pflaume (1817–1879), Schriftsteller
- Hermann Eberhard Pflaume (1869–1921), Architekt
- Hermann Otto Pflaume (1830–1901), Architekt und Geheimer Baurat
- Johann Caspar Pflaume (1644–1689), Stadtrichter von Leipzig
- Andreas Ramdohr (1613–1656), Jurist und Gesandter des Herzogs August II. von Braunschweig
- Ludwig Gottlieb Ramdohr (1830–1894), Erfinder und Unternehmer
- Otto Ramdohr (1857–1928), preußischer Generalmajor
- Gustav Ramdohr (1834–1910), Königlicher Kommerzienrat und Getreidegroßhändler, Großmeister der Loge
- Johann Daniel Ramdohr (1775–1866), Kantonatsnotar, Gerichtssekretär, Gründer der Ramdohrschen milden Stiftung
- Lilo Fürst-Ramdohr (1913–2013), Mitglied des näheren Freundeskreises der Münchner Widerstandsgruppe Weiße Rose
- Fritz Rimrott (1849–1923), Ingenieur und Reichsbahnbeamter
- Regine Röder-Ensikat (1942–2019), Grafikerin, Kinderbuchillustratorin und Schriftstellerin
- Alwin Römer (1861–1924), Schriftsteller
- Gerd von Rundstedt (1875–1953), Generalfeldmarschall im Zweiten Weltkrieg
- Hermann Sander (1845–1939), Fabrikant und Kommunalpolitiker
- Karl Friedrich Gottlieb von Schladen (1730–1806), preußischer Generalleutnant
- Eckart Schmidt (* 1936), Architekt
- Martin Schmidt (1863–1947), Geologe und Paläontologe
- Richard Schmidt (1866–1939), Indologe, Übersetzer und Hochschullehrer
- Ernst Robert Schneider (1825–1900), Chemiker
- Richard Schoenfeld (1884–1956), Bildhauer und Maler
- Walter Andreas Schwarz (1913–1992), Sänger, Schriftsteller, Kabarettist, Hörspielautor und Übersetzer
- Johann Esaias Silberschlag (1721–1791), Theologe und Naturwissenschaftler
- Helmut Stein (1942–2022), Fußball-Nationalspieler der DDR
- Joachim Telle (1939–2013), Altgermanist
- Eduard Uhlenhuth (1821–1899), Pädagoge, Bildhauer, Chemiker, Kartograph und Fotopionier
- Steffen Wendzel (* 1984), Fachbuchautor
- Petra Wernicke (1953–2017), Politikerin (CDU), Mitglied des Landtages seit 1990, Ministerin für Landwirtschaft und Umwelt bis 2009
- Wilhelm Wieprecht (1802–1872), Komponist, Dirigent und Arrangeur
- Kurt Winter (* 1931), Politiker (SED)
- Wilhelm Wohlfahrt (1880–1966), Pionieren der deutschen Photoindustrie
- Ernst Woit (1932–2021), Philosoph, Politikwissenschaftler und Friedensforscher
- Hermann Wolff von Gudenberg (1812–1880), Verwaltungsbeamter
- Christa Maria Ziese (1924–2012), Lied- und Opernsängerin, Nationalpreisträgerin
- Annemarie Zornack (1932–2023), Schriftstellerin

### Ehrenbürger
- Ferdinand Leopold von Thadden (1798–1857), Rittmeister im 10. Husarenregiment (13. April 1836)
- Adolph Wölfing, Pfarrer der katholischen Gemeinde (Januar 1843)
- Kleineke, Wachtmeister im 10. Husarenregiment (1846)
- Buchheister, Wachtmeister im 10. Husarenregiment (1846)
- Wilhelm Wieprecht (1802–1872), Kgl. Generalmusikmeister (15. August 1862)
- Graf Hugo Sholto Douglas (1837–1912), Unternehmer und Mitglied des preußischen Landtages (25. April 1890)
- Heinrich Christian Bestehorn (1831–1907), Königlicher Geheimer Kommerzienrat (26. November 1901)
- Richard Bestehorn, Königlicher Kommerzienrat (1. April 1911)
- Otto Bestehorn, Königlicher Kommerzienrat (1. April 1911)
- Paul von Beneckendorf und von Hindenburg (1847–1934), Chef des Generalstabes des Heeres (26. Oktober 1917)
- Paul Michaelis (1846–1931), Oberbürgermeister bis 1912 (2. Oktober 1929)
- Am 4. April 1933 wurde Adolf Hitler (1889–1945) zum Ehrenbürger der Stadt ernannt. Nach dem Zweiten Weltkrieg hatte sich die DDR nicht als Rechtsnachfolger des nationalsozialistischen Staates verstanden und daher die Ehrenbürgerschaft ignoriert; 2006 wurde diese dann vom Stadtrat formal aufgehoben.[4]
- Walter Friedrich (1883–1968), Mediziner (1952)
- Wilhelm Feit (1867–1956), Chemiker (1952)
- Walter Buhe (1882–1958), Heimatmaler (1957)
- Harlan W. Newell (1916–2012), Major der US-Army (1992)
- Hildegard Ramdohr (1925–2023), Vorsitzende des Förderkreises zur Erhaltung der historischen Stadtbefestigungsanlagen von Aschersleben (2012)[5]
- Dorothee Mücksch, Pfarrerin, Pröbstin, Stadtratsvorsitzende (2019)[6]

### Sonstige mit der Stadt verbundene Personen
- Lothar Ahrendt (* 1936), Innenminister der DDR, in der Polizeischule Aschersleben ausgebildet
- Joachim I. von Alvensleben (1514–1588), Burgherr in Erxleben, Gelehrter und Reformator
- Caspar Abel (1676–1763), Historiker und plattdeutscher Dichter
- Dankwart Brinksmeier (* 1956), evangelischer Pfarrer
- Gottfried August Bürger (1747–1794), Dichter des Sturm und Drang
- Heinrich Camin (1787–1848), Offizier des Königreichs Westphalen, später in der Armee von Preußen
- Konrad Elmer (* 1949), evangelischer Pfarrer
- Friedrich de la Motte Fouqué (1777–1843), Dichter und Angehöriger des hiesigen 6. Kürassierregiments
- Johann Melchior Goeze (1717–1786), Theologe
- Johann Christoph Greiling (1765–1840), Theologe, Pädagoge, Schriftsteller, 1805–1840 Oberhofprediger und Superintendent in Aschersleben
- Edith Hahn Beer (1914–2009), Zwangsarbeiterin in der Papierfabrik Bestehorn, überlebte den Holocaust dank Annehmen einer anderen Identität
- William Friedrich von Hammerstein (1785–1861), westfälischer Kavalleriegeneral, später in der Armee des Kaisertums Österreich
- Julius Hartwig Friedrich von Hartmann (1817–1878), königlich preußischer General der Kavallerie
- Friedrich Herte (* 1902), Dachdeckermeister und CDU-Abgeordneter der DDR-Volkskammer
- Gustav Heyse (1809–1883), Lehrer und Regionalhistoriker
- Hans Heckner (1878–1949), Architekt, Stadtbaumeister und Stadtbaurat von Aschersleben
- Günter Herzog (* 1937), stellvertretender Leiter der Volkspolizeischule Aschersleben
- Waldemar Holtz (1921–1923), Abgeordneter des Parlaments Preußen (USPD, VSPD)
- Ernst Gottfried Hornung (* 1795 in Bad Frankenhausen, † 1862 in Aschersleben), Apotheker, Botaniker und Entomologe (nach ihm wurde Steppenkresse „Hornungia“ benannt)
- Jayne-Ann Igel (* 1954), Schriftstellerin, Gedichtsammlung Wiederbelebungsversuche, 2001 in Lesereihe Zeitzeichen des Kunstvereins Aschersleben
- Christoph Irenäus (1522–1595), lutherischer Theologe und Reformator
- Gottfried Adolf Kinau (1814–1887), Pastor und Astronom
- Hans Christoph von Königsmarck (1600–1663), Heerführer in schwedischen Diensten
- Sebastian Langhans (ca. 1477–ca. 1545), aus Calbe/Saale, Stadtschreiber und Bürgermeister in Aschersleben, ab 1517 Möllenvogt in Magdeburg
- Karl Georg von Loebell (1777–1841), Fähnrich im 6. Kürassierregiment (mit Friedrich de la Motte Fouqué)
- Thomas Müntzer (1489–1525), evangelischer Theologe und Revolutionär in der Zeit des Bauernkrieges
- Kersten Naumann (* 1958), Politikerin (Die Linke), Mitglied des Bundestages seit 2005
- Johann Christoph Oley (1738–1798), Organist und Komponist, ab 1762 in Aschersleben
- Friedrich Wilhelm Leopold Pfeil (1783–1859), Forstwissenschaftler
- Petrus Plateanus (1495–1551), evangelischer Theologe, ab 1547 Hauptprediger in Aschersleben
- Hans-Joachim Preil (1923–1999), Theaterautor, Regisseur und Komiker
- Heinrich Pröhle (1822–1895), Lehrer und Schriftsteller
- Neo Rauch (* 1960), Maler
- Adam Ritzhaupt (1882–1976), Pfarrer der ev.-ref. Kirchengemeinde in Aschersleben 1938 und Schriftsteller.
- Leonhard Christoph Rühl (1685–1741), Konrektor am Stephaneum von 1713 bis 1741, Autor
- Herzog Carl August von Sachsen-Weimar (1757–1828), 1794 bis 1806 Chef des 6. Kürassierregiments
- Rudolf von Seelhorst (1700–1779), ab 1769 preußischer Generalmajor in Aschersleben und Chef des 6. Kürassierregiments
- Christoph Ludwig von Stille (1696–1752), preußischer Generalmajor und Kurator der Akademie der Wissenschaften zu Berlin
- Emil Straßburger (1853–1914), Lehrer, Heimatkundler und Schriftsteller
- Frank Thiess (1890–1977), Schriftsteller
- Johann Zechendorf (1580–1662), Philologe und Pädagoge